# Vehículo de vela

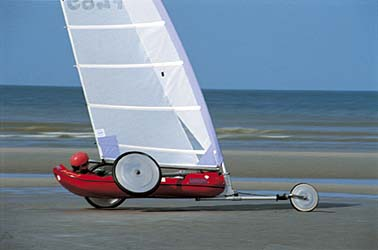
Un Kart de vela de la clase 5

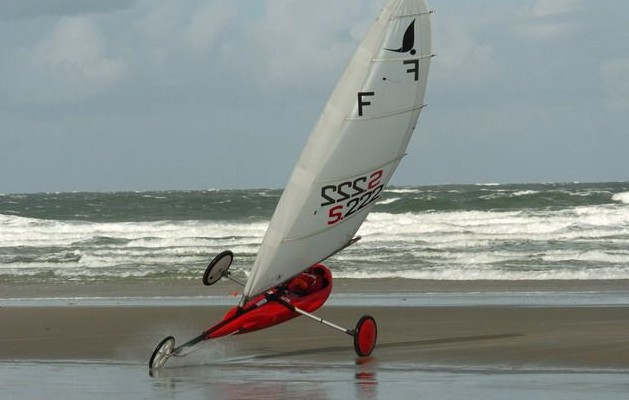
A Clase Standart Kart de vela

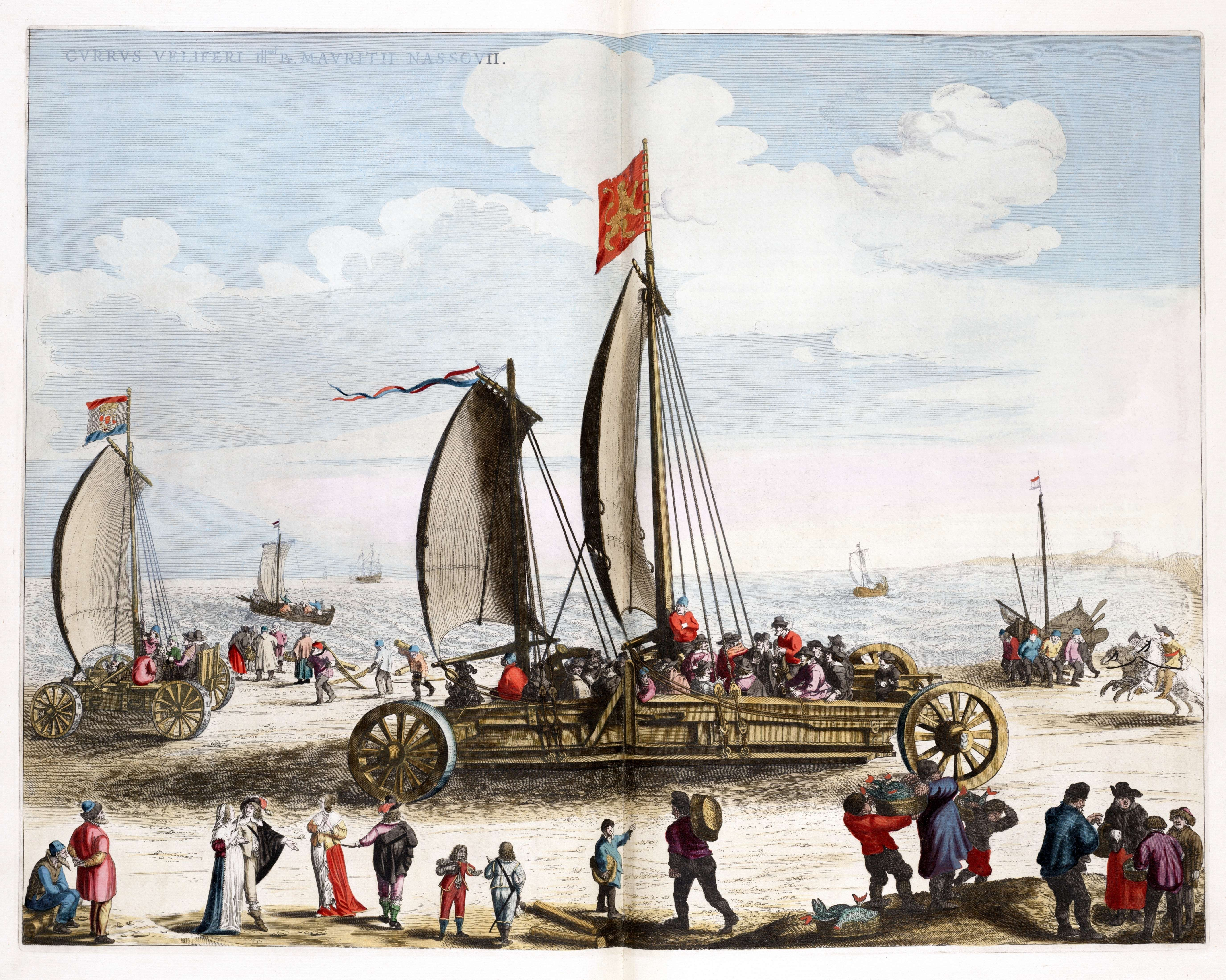
Dos carros a vela diseñados en el por Simon Stevin para el Príncipe Mauricio de Orange en la playa de Scheveningen.

Un carro a vela es un vehículo con ruedas, impulsado solo por el viento mediante vela y controlado por un piloto. Se practica habitualmente en playas durante la marea baja, lagos secos o salados, habiéndose extendido su práctica por los cinco continentes.
En Escandinavia, Países Bálticos, Centro Europa y Canadá se practica vela sobre hielo en invierno en vehículos similares, pero con patines en lugar de ruedas.

## Historia
Los primeros carros a vela datan del año 2000 a. C. en el marco de la Egipto por el rey Amenemhat III. Los chinos tenían "vehículos impulsados por el viento" desde el siglo VI dC, durante la Dinastía Liang, «(...)y finalmente, montaron un palo con una vela en un gran carro (...)».
Los hermanos Dumont, construyeron unos carros de vela a finales del siglo XIX como juego de recreo en las playas de De Panne en (Bélgica) y en el norte de Francia. Hubo un desarrollo a continuación, hacia un modelo deportivo. Uno de los primeros vehículos modernos lo hizo en el siglo XVI el matemático flamenco Simon Stevin.

## Características
La característica esencial de los carros a vela es que puede ir al doble, triple o cuádruple de la velocidad del viento real, por ejemplo, con un viento de 10 km/h se pueden alcanzar (en función del carro a vela) hasta unos 40 km/h., esto se debe a que a la velocidad del viento real se le suma progresivamente la velocidad del propio carrovela, dando como resultado el viento aparente.
El récord absoluto de vela en tierra es de 202,9 km/h conseguido por el piloto e ingeniero Richard Jenkins en el lago seco de Ivanpah, California en el año 2009 a bordo del "Greenbird".

## Clases reconocidas por FISLY
- Clase 2
- Clase 3
- Clase 4 o mini yacht (en España clase 5.60)
- Clase Standarclase 4 o mini yachtt
- Clase 5 Sport
- Clase 5 Promo
- Clase 7 Speedsail
- Clase 8 Kite-buggy

## Licencias
- Licencia básica: Certificado por conducir sin monitor a una playa autorizada.
- Licencia de piloto A: Certificado para participar en carreras con mini-cat o burdie.
- Licencia internacional B: El certificado A se convierte automáticamente en B después de 2 años de experiencia en la competencia internacional (con la participación de al menos 1 EK).
- Licencia de piloto C: Permite conducir con clase 2 y 3 (solo).
- Instructor: Certificado que permite enseñar y conducir.
- Director de Carrera D: Certificado de director de carrera de una carrera de carros a vela.
- Director Carrera Internacional E: Fórmula Internacional de Certificación D.